# Nicolas IV d'Alexandrie
Nicolas IV d'Alexandrie est un  patriarche melkite d'Alexandrie de vers 1412  ? à  1417,?

## Contexte
On ne connait que son nom.